# Championnat de France de basket-ball 1969-1970
Navigation
Saison précédente Saison suivante
La saison 1969-1970 du championnat de France de basket-ball de Nationale 1 est la 48e édition du championnat de France masculin de basket-ball. Le championnat de Nationale 1 de basket-ball est le plus haut niveau du championnat de France.

## Présentation
Douze clubs participent à la compétition. La victoire rapporte 3 points, le match nul 2 points,  la défaite 1 point et le bonus 1 point. Du fait du passage à 14 clubs pour la saison 1970-1971, seules les équipes classées 11e et 12e descendent en Nationale 2.
Le tenant du titre, ASVEL, va tenter de gagner un 11e titre.
Paris U.C., Racing C.F., Roanne, Tours et Toulouse sont les cinq équipes promues pour cette saison (Le SA Lyon ayant été rétrogradé pour raisons financières). Nantes, 11e et le Paris U.C., 12e sont les deux équipes reléguées à l'issue de cette saison 1969-1970.
Antibes remporte le championnat pour la première fois de son histoire.
L'américain de Vichy Rudy Bennett devient le meilleur marqueur du championnat de France avec 677 points (moyenne de 30,77). Les deux meilleurs marqueurs français sont Daniel Ledent (deuxième) avec 602 points et l'antibois Bonato (quatrième) avec 553 points.
L'équipe ayant commis le moins de fautes personnelles est Denain, soit 362, largement devant Antibes, 401.

## Clubs participants
- Olympique d'Antibes Juan-les-Pins
- Alsace de Bagnolet
- Association Sportive de Denain-Voltaire
- Sporting Club Moderne du Mans
- Atlantique Basket Club de Nantes
- Paris Université Club
- Racing Club de France
- Groupe Sportif Chorale Mulsant Roanne
- Racing Club Municipal de Toulouse
- ASPO Tours
- Jeanne d’Arc de Vichy
- Association Sportive de Villeurbanne Eveil Lyonnais

## Classement final de la saison régulière
La victoire rapporte 3 points, le match nul 2 points, la défaite 1 point et le bonus 1 point. Le point de bonus est accordé à l'équipe qui sur les deux matchs (aller et retour) possède la meilleure différence de points. Si les deux équipes sont à égalité, chacune gagne 0,5 point. En cas d’égalité, les équipes sont départagées à l’aide de la différence de points particulière.
| #  | Equipe       | Pts  | M  | V  | N | D  | PP   | PC   | Diff. | Bonus |
| -- | ------------ | ---- | -- | -- | - | -- | ---- | ---- | ----- | ----- |
| 1  | Antibes      | 71   | 22 | 19 | 0 | 3  | 1985 | 1643 | +342  | 11    |
| 2  | Le Mans      | 68   | 22 | 17 | 2 | 3  | 2101 | 1837 | +264  | 10    |
| 3  | Vichy (+43)  | 62   | 22 | 16 | 0 | 6  | 1732 | 1581 | +151  | 8     |
| 4  | Denain (-43) | 62   | 22 | 16 | 0 | 6  | 1851 | 1724 | +127  | 8     |
| 5  | ASVEL        | 56   | 22 | 13 | 0 | 9  | 1902 | 1689 | +56   | 8     |
| 6  | Bagnolet     | 48   | 22 | 11 | 0 | 11 | 1978 | 1986 | +48   | 4     |
| 7  | Toulouse     | 46   | 22 | 9  | 1 | 12 | 1722 | 1739 | -17   | 5     |
| 8  | Racing C.F   | 43,5 | 22 | 9  | 0 | 13 | 1757 | 1894 | -137  | 3,5   |
| 9  | Roanne       | 42   | 22 | 7  | 1 | 14 | 1808 | 1870 | -62   | 5     |
| 10 | ASPO Tours   | 38,5 | 22 | 7  | 0 | 15 | 1732 | 1905 | -173  | 2,5   |
| 11 | Nantes       | 35   | 22 | 6  | 0 | 16 | 1596 | 1883 | -287  | 1     |
| 12 | Paris U.C.   | 22   | 22 | 0  | 0 | 22 | 1572 | 1985 | -413  | 0     |

## Leaders de la saison régulière
| Catégorie                   | Joueur        | Équipe | Statistiques |
| --------------------------- | ------------- | ------ | ------------ |
| Points par match            | Rudy Bennett  | Vichy  | 30,77        |
| Points par match (Français) | Daniel Ledent | Denain | 27,3         |